# Rudolf Lüters
Rudolf Lüters (nascido em 10 de maio de 1883 em Darmstadt, † 24 de dezembro de 1945 em Krasnogorsk) foi um oficial alemão, mais precisamente um General de Infantaria durante a Segunda Guerra Mundial.

## História
Lüters entrou em 02 de novembro de 1902 como cadete no Regimento de Infantaria "Prinz Carl" (quarto Grão-Ducado de Hesse) No. 118, sendo promovido a Leutnant em 24 de Abril de 1904. Em 1909 foi nomeado adjunto do III. Batalhão, onde foi promovido a Oberleutnant em 18 de abril de 1913. Como tal, Lüters foi enviado para a Escola de Guerra em Potsdam em 1 de outubro para servir como oficial de inspeção.
Com o início da Primeira Guerra Mundial, Lüters tomou controle de uma companhia no 88º Regimento de Infantaria de Reserva e foi enviado com a unidade para a frente ocidental. Lüters foi ferido pela primeira vez em setembro, sendo promovido à Hauptmann em 24 de dezembro de 1914. Após sua recuperação, em junho de 1915 tornou-se comandante no 116º Regimento de Infantaria "Kaiser Wilhelm" (segundo Grão-Ducado de Hesse).
Após seu retorno à frente, foi novamente ferido em 1 de outubro de 1915 e após sua recuperação, foi apontado como líder na 56º Divisão de Recurtas em 27 de janeiro de 1916. Ele deixou este posto quando foi apontado como Comandante de Batalhão em seu regimento regular em 10 de maio de 1916, permanecendo na frente até o fim da guerra.
Após o fim da guerra, foi aceito no Reichswehr e continuou a servir como Comandante de Companhia em vários regimentos. De 1 de outubro de 1920 a 31 de janeiro de 1925, esteve ativo nesta função no 15º Regimento de Infantaria e foi transferido como Líder de Infantaria em Münster em 1 de fevereiro de 1925, sendo simultaneamente promovido a major. Lüters retornou ao 15º Regimento de Infantaria em 1 de fevereiro de 1928 e assumiu como Comandante do 1º Batalhão em Gießen. No mesmo momento, atuou como Comandante Estatal de Hesse e foi promovido a tenente-coronel em 1 de janeiro de 1930. De 1 de dezembro de 1930 a 31 de janeiro de 1933, serviu então na 5ª Divisão em Estugarda, tornando-se coronel em 1 de outubro de 1932. Subsequentemente, a partir de 1 de fevereiro de 1933, Lüters serviu como Comandante do 1º Regimento de Infantaria (Prussiano) em Königsberg. Nos anos seguintes, agiu como inspetor de vários destacamentos militares: primeiro em Breslávia de 1 de junho de 19335 a 31 de maio de 1938 e então até 5 de maio de 1941 em Graz. Durante este período, foi promovido a major-general em 1 de agosto de 1935 e a tenente-general em 1 de outubro de 1938.
Em 6 de maio de 1941, Lüters foi apontado como Comandante da 223ª Divisão de Infantaria, comandando até 19 de outubro de 1942 durante o ataque à União Soviética. Foi então brevemente transferido para a reserva, sendo apontado em 1 de novembro de 1942 como Comandante das Tropas Alemãs na Croácia Em 1 de fevereiro de 1943, foi promovido à General de Infantaria. Em agosto de 1943, comandou a XV Corporação de Montanha, sendo apontado como general desta divisão no dia 25 de agosto. Na Operação Schwarz, conduziu uma grande ofensiva contra guerrilheiros partisans iugoslavos ao longo do Rio Sutjeska na Bósnia em maio e junho de 1943, comandando ao lado de Alexander Löhr. Em 10 de junho, Lüters emitiu a ordem de que nenhum homem com idade militar deveria deixar o anel de contenção vivo. A 1.ª Divisão de Montanha, por exemplo, atirou em 411 de 498 prisioneiros. Ele desistiu do comando em 31 de outubro de 1943, sendo transferido novamente para a reserva até 11 de dezembro de 1943, sendo brevemente apontado como comandante no Sul. Em 1 de janeiro de 1944, entrou na reserva pela última vez. Em 31 de julho de 1941, Lüters foi honrado, liberado e aposentado pelo Wehrmacht. 
A partir de 22 de maio de 1945, Lüters foi preso em cativeiro soviético, onde morreu no dia 24 de dezembro de 1945.

## Prêmios
- Cruz de Ferro (1914) 2ª e 1ª classes[2]
- Cruz de Cavaleiro da Ordem da Casa Real de Hohenzollern com Espadas[2]
- Pour le Mérite em 30 de setemrbo de 1918[2]
- Distintivo de Ferido (1918)[2]
- Medalha de Bravura de Hesse[2]
- Fecho para a Cruz de Ferro, 2ª e 1ª classes
- Cruz Germânica em ouro, 30 de abril de 1943